# Зехново (Печорский район)
Зехново — деревня в Печорском районе Псковской области России. Входит в состав сельского поселения «Изборская волость».
Расположена в 28 км к юго-востоку от города Печоры и в 7 км к югу от Изборска.

## Население
Численность населения деревни на 2000 год составляет 8 человек, на 2011 год — 35 человек.
| 2001 | 2002 | 2010 |
| ---- | ---- | ---- |
| 8    | ↘6   | ↘3   |

## Имение Дерюгиных
В документах за 1872-1873 гг. о ходе выкупной операции в связи с освобождением крестьян от крепостной зависимости можно увидеть, что Зехново принадлежало потомственному дворянину Михаилу Дмитриевичу из рода Дерюгиных.